# 電気椅子

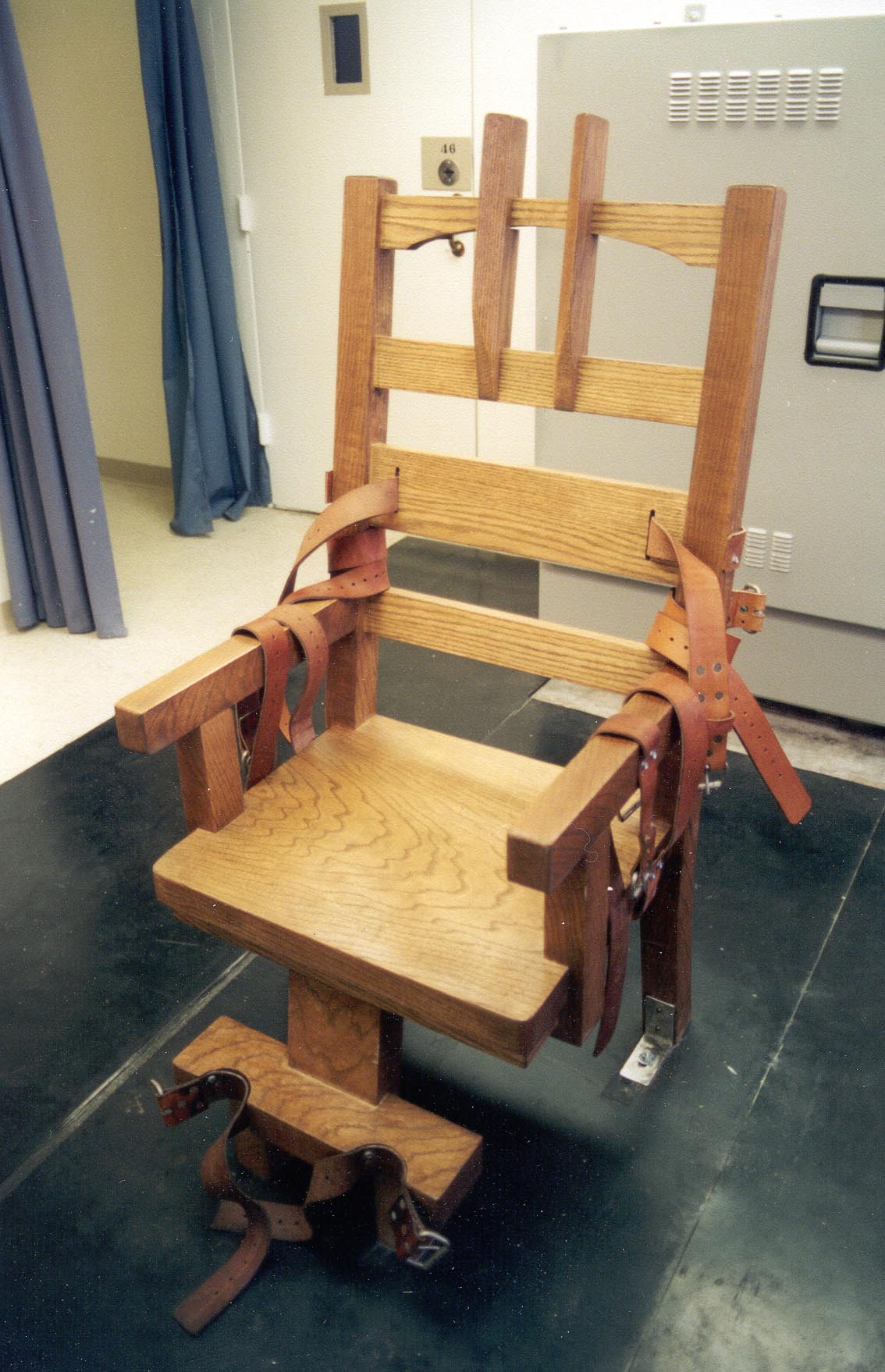
フロリダ州刑務所の電気椅子

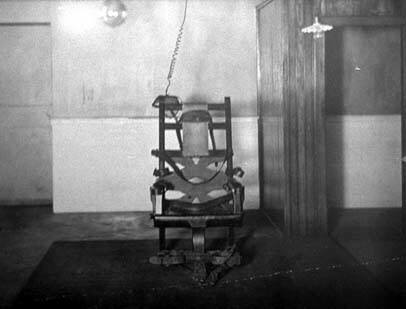
電気椅子

電気椅子（でんきいす、英: Electric chair）は、死刑執行具の一つであり、死刑における執行形態の一つ。電気椅子による執行は、被執行者に高電圧を加え感電死に至らしめる。現在使用されている地域はアメリカ合衆国の数州のみである。歴史的にはアメリカ合衆国の植民地だったフィリピンでも、1926年から1976年まで使用していた。
アメリカ英語では「ホット・シート（hot seat）」とも呼称し、また電気椅子による処刑は「electrocution（electro-とexecutionの合成語）」と表記する。

## 構造と執行方法
電気椅子の多くは木製であり、椅子の脚は床に固定されている。椅子には被執行者を固定する為に頭部用、胸部用、胴部用、両手用、及び両足首用に計7組の皮、もしくはゴムのひもが取り付けられており、被執行者はこれで固定される。
刑執行の際、被執行者にヘルメット状の1つ目の電極を後頭部に、2つ目の電極を足首に取り付け、被執行者で閉回路を作る。少なくとも2回の交流による感電が被執行者に数分間にわたり加えられる。初期に2000ボルト前後の電圧が皮膚の初期抵抗を破壊するため印加され、被執行者は気を失う。その後、電流を8アンペア前後に減少するように、電圧を降圧する。
被執行者の体温は、摂氏60度前後まで上昇する可能性があり、一般に電流は内臓に深刻なダメージを与える。死刑執行がどのように行われるかにかかわらず、皮膚や頭髪の一部は電流により焼かれる。初期の電流は、被執行者に多くの生体機能の制御を失わせる。筋肉の動きや排便、排尿などの機能も失う、即ち死亡した瞬間、垂れ流しの状態になるため、死刑囚はおむつの着用を勧められる。執行後は医師による死亡確認が行われる。
電気椅子による死刑執行を行う死刑執行人を「州の電気技術者（英語: State electricians）」と呼んでいる。ニューヨーク州では、保安官助手と兼任で行っていた。他の州でも公職にある人間が兼務で行っている。他の死刑執行法である絞首刑、ガス室、薬殺、銃殺には専任の死刑執行人は居ないため、電気椅子だけがアメリカ合衆国の歴史上、唯一の死刑執行人を必要とする死刑の方法である。

## 歴史

アメリカ合衆国各州における電気椅子の使用。
黄:二次的に使用、黄緑:過去に使用、青:不使用。
現在、電気椅子を唯一あるいは第一の死刑執行法としている州はない。

死刑執行の方法として電流を用いる概念は、歯科医アルフレッド・サウスウィックが考案した。サウスウィックは、1881年に泥酔した男性が電線に触れて即死する様子を目撃して電撃も死刑に用いることが可能と判断し、椅子型電気処刑装置を考案した。1885年にニューヨーク州知事に就任したデイヴィッド・ヒルと協力して、当時広がっていた絞首刑の廃止論を背景に電撃による死刑執行を法定することに尽力した結果、ニューヨーク州は絞首刑に代わるより人道的で新しい死刑執行方式を決定するための委員会を立ち上げ、サウスウィックも委員を務め、同委員会は1885年から1889年の間、電気処刑を死刑の有効な一形態にする事を推奨した。
最初の実用的な電気椅子はハロルド・P・ブラウンにより発明された。ブラウンはトーマス・エジソンに感電死研究と電気椅子開発のために雇われて働き始め、ウェスティングハウス・エレクトリック社の交流を用いて設計した。当時エジソンはニコラ・テスラの技術を擁するウェスティングハウスと後に電流戦争と呼ばれる熾烈なシェア争いを行っていたが、エジソンが開発していた直流送電はウェスティングハウスの交流送電に比較して送電距離が劣っていたことから劣勢となっており、交流の危険性を訴えるネガティブ・キャンペーンとして、交流を用いる電気椅子を企画した。
ブラウンとエジソンは、交流電流を用いた動物処刑を、ニュージャージー州にあるエジソンのウェストオレンジ研究室で1888年から数次公開した。用いられた動物は野犬や野良猫が大半であったが、1903年に催された調教師3人を殺害した雌象トプシーの処刑イベントで「感電による死/感電による死刑 (electrocution)」という用語を生み出し、交流による人間の死刑執行を意味する動詞「ウェスティングハウスする (westinghouse)」を導入して普及を試みた。この催しは彼らの意図した効果をもたらし、交流の電気椅子は委員会により採択されて電気処刑を許可する初めての法律が1889年1月1日に施行された。 1890年8月6日にニューヨーク州のオーバーン刑務所で、ウィリアム・ケムラーに初めて電気椅子による死刑が執行された。1回目は17秒間通電したが死に至らず、2回目は1分以上通電されたが発電機が電圧2000ボルトまで昇圧する間にうめき声が聞かれ、肉が焼ける匂いがたちこもり、囚人の頭部から煙が上がり、執行後に囚人の遺体から炎が上がったと、陰惨な状況が多数報道されている。電気椅子による女性への死刑は、1899年3月20日シンシン刑務所でマーサ・プレイスが初めて執行された。
電気椅子処刑は1897年にオハイオ州、1900年にマサチューセッツ州、1906年にニュージャージー州、1908年にバージニア州、でそれぞれ採択されて以降次第にアメリカ合衆国内で絞首刑に代わる死刑執行の一般的な方法になり、より安楽な方法として薬物注射が1980年代中盤に広く普及するまで続いた。
1900年頃、ある囚人の発案により電気椅子の改良が行われた。従来は金属製の締め具で死刑囚を電気椅子に固定していたが、皮製の帯による固定に切り替えられ、拘束の効率と死刑囚の肉体が焼け焦げる問題が改善された。
1972年のファーマン対ジョージア州判決で死刑そのものが中断しかけるがまもなく再開し、1979年5月25日にフロリダ州でジョン・スペンケリンクが1966年以来の電気椅子で死刑が執行された。現在も多くの州が死刑囚に電気死刑もしくは薬物注射の選択を許可しているが、これまで電気死刑を選択した死刑囚はシリアルキラーのテッド・バンディなど、アメリカ全土でも5名のみである。
2006年時点で殆どの州で電気椅子が廃止されており、残ったのはアラバマ州、フロリダ州、ネブラスカ州、サウスカロライナ州、ケンタッキー州、テネシー州、バージニア州のみであった。アラバマ州、サウスカロライナ州、バージニア州では、死刑執行の選択可能な一形態である。ネブラスカ州では当時唯一の死刑執行形態であったが、2008年に死刑制度ごと廃止された。ケンタッキー州とテネシー州においても、1998年に州法で電気処刑を廃止し、薬物注射に移行している。フロリダ州でも薬物注射が規定であるが、特に希望があれば死刑囚が感電死を選ぶことができる。

## 衰退

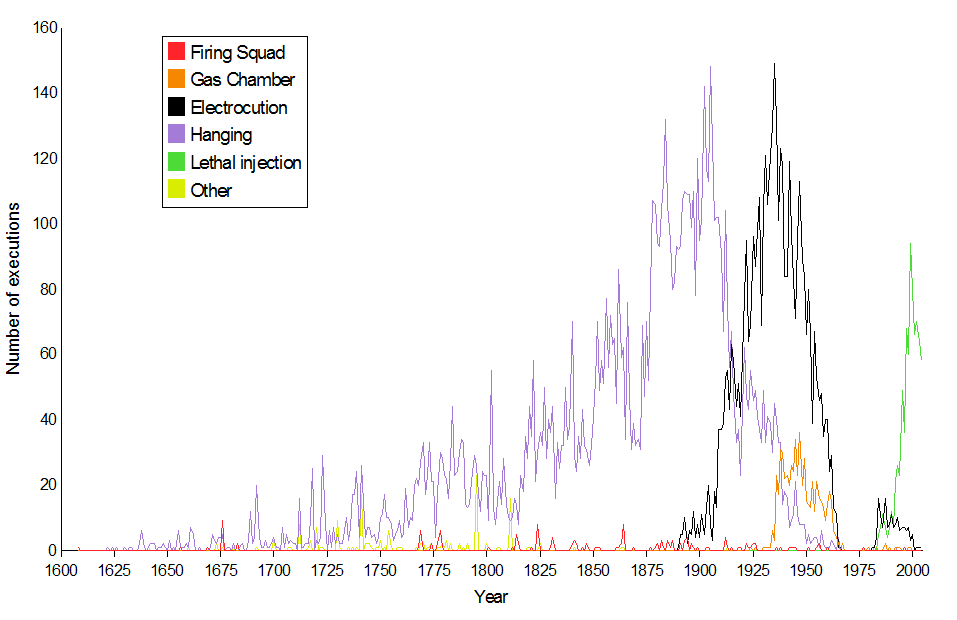
アメリカにおける死刑執行の変遷グラフ
縦軸が死刑執行数、横軸は年次。黒い線が電気椅子による死刑執行数、緑の線が薬物注射による死刑執行数、紫の線が絞首による死刑執行数。
1920年代には電気椅子による死刑執行が絞首に変わり最も普及した方法となる。1980年代には薬物注射による死刑執行が、電気椅子にかわり普及した方法となっている。

アメリカにおいて、連邦議員が自らが考えるより人道的な死刑の執行方法を模索するにつれて、電気椅子の使用は衰退した。1980年代、複数の電気死刑失敗事例の新聞報道が助けとなり、薬物注射が最も普及した死刑執行方法となっている。
フロリダ州において1999年7月8日に行われたAllen Lee Davisの死刑執行において、その囚人は執行時に胸部と鼻から流血した。この執行の様子がアメリカのメディアにより報じられ、電気椅子による死刑執行が見直される機会となった。
アメリカにおいて被執行者が即死せず数回の電撃にさらされた数件の事例のために、電気椅子は批判された。これらの事例を多くの人が「残酷で異常な刑罰」と見た事により、この慣習の終焉を要請する声が高まった。
そのため、2008年2月に最後まで法定刑として電気椅子を残していたネブラスカ州の最高裁判所が電気椅子による死刑を「異常な刑罰」として違憲判決を出した為、ついに終焉を迎える事になった。
ただし、2015年5月、テネシー州が電気椅子による死刑執行を承認した。これは、欧州の医薬品メーカーが死刑制度に反対し、死刑執行につながる薬物の輸出を禁止したため、薬殺刑が困難になったためである。また2018年11月1日には、ある死刑囚が本人の希望により電気椅子で処刑された。

## ニックネーム
処刑室に置かれた電気椅子に付けられたニックネームを以下に示す。
アメリカ各州に設置されている電気椅子には、ニックネームがつけられている。
- オールドスパーキー（英語版） - アラスカ州、フロリダ州、ジョージア州、ケンタッキー州、ルイジアナ州、オハイオ州、ニューヨーク州、テキサス州
- グルーサムガーティー（英語版） - ルイジアナ州
- イエローママ（英語版） - アラバマ州
- オールドスモーキー（英語版） - ニュージャージー州（現在博物館展示）

## 映画またはドラマにおける電気椅子
『This Is America - Part 2』
1977年公開のアメリカのモンド映画。やらせを含む俗悪映画だが、一部に実際の電気椅子処刑が引用されている。
『ジャンク 死と惨劇』
1979年公開のアメリカのドキュメント映画。特撮を用いた電気椅子処刑の再現シーンがあり、処刑の手順や受刑者の変化などを虚実交えて描いている。本物の処刑シーンではないかとして物議を醸したが、1999年に監督が特撮であることを明かしている。
『グリーンマイル』
スティーヴン・キング原作の小説、およびそれを元にした映画。20世紀初頭のアメリカの死刑囚監房を舞台にしており、当時行われていた電気椅子による刑執行の主な手順や慣習が細かく描写されている。看守が執行に必要な手順をわざと抜いたことが原因で、死刑囚に余計な苦痛を与える事態となり、その様子を見た被害者遺族が騒然となる場面がある。
『エジソンズ・ゲーム』
2019年に全米公開、翌年に日本で公開された。「直流方式」を推し進めるトーマス・エジソンと、「交流方式」を開発するジョージ・ウェスティングハウスとの間で起きた「電流戦争」を描いた映画で、「交流は人を殺す」というエジソンのネガティブ・キャンペーンで、動物実験を繰り返すが、それを見た役人が、死刑の方法に取り入れるべく、エジソンに開発を依頼する。最初の死刑執行シーンも描かれる。

## その他
- 日本のテレビ番組では、バラエティ番組の罰ゲームなどにおいて、しびれを感じる程度の微弱な電流が流れる「安全な電気椅子」が用いられることがある。
  - 一例として『ラヴィット!』ではゲーム企画で「ビリビリ椅子」として表現している。
- ザ・ドリフターズの番組（8時だヨ!全員集合、ドリフ大爆笑など）での死刑を題材としたコントでは、日本国内で一般的な絞首刑ではなく電気椅子が使われていた(但し、主に看守役（教誨師役もあった）のいかりや長介が囚人役のメンバーに口頭で電気椅子と伝えただけで、電気椅子そのものが登場したことはほとんどなかった）。